# فردیناند آیزنشتاین
فردیناند آیزنشتاین (به آلمانی: Ferdinand Eisenstein) (۱۶ آوریل ۱۸۲۳ – ۱۱ اکتبر ۱۸۵۲) یک ریاضیدان آلمانی بود که تخصصش در زمینه تئوری اعداد و در آنالیز ریاضی بود. او نتایجی را ثابت کرد که حتی گاوس را متحیر ساخت. گاوس وی را همتراز نیوتن و ارشمیدس می‌دانست. مانند گالوا و آبل، آیزنشتاین در قبل از ۳۰ سالگی در برلین درگذشت.